# Laudrefang
Laudrefang (Duits: Lauderfingen) is een gemeente in het Franse departement Moselle (regio Grand Est) en telt 387 inwoners (1999). De plaats maakt deel uit van het arrondissement Forbach-Boulay-Moselle.

## Geografie
De oppervlakte van Laudrefang bedraagt 4,7 km², de bevolkingsdichtheid is 82,3 inwoners per km².
De onderstaande kaart toont de ligging van Laudrefang met de belangrijkste infrastructuur en aangrenzende gemeenten.

## Demografie
Onderstaande figuur toont het verloop van het inwonertal (bron: INSEE-tellingen).